# Parti progressiste des citoyens
Pour les articles homonymes, voir FBP.
Le Parti progressiste des citoyens (en allemand : Fortschrittliche Bürgerpartei in Liechtenstein, abrégé FBP) est un parti politique conservateur du Liechtenstein.

## Histoire
Le Parti progressiste des citoyens (FBP) est fondé le 22 décembre 1918 en réaction à l'introduction du suffrage direct et à la création du parti populaire chrétien-social (VP), un des ancêtres de l'actuelle Union patriotique (VU), l'autre grand parti politique du pays. Le FBP défend une ligne politique conservatrice voire réactionnaire au contraire du VP qui défend une ligne chrétienne-sociale moins conservatrice.
Il est implanté dans les milieux agricoles et économiques et bien ancré dans le clergé. Il détient la majorité absolue au Parlement de 1928 à 1970, de 1974 à 1978 et de 2001 à 2005, mais gouverne néanmoins en coalition avec l'Union patriotique de 1939 à 1993, puis à partir de 2005, le plus souvent comme partenaire majoritaire.
Entre 2001 et 2003, lors des vives discussions autour d'une modification de la Constitution, qui renforce la position du prince Hans-Adam II et affaiblit le Parlement et le gouvernement, le FBP se prononce en faveur de cette modification, qui est approuvée par la population lors d'un référendum en mars 2003.
Lors des élections parlementaires de 2005, le FBP perd la majorité absolue, mais demeure le plus grand parti du pays. Il occupe la seconde place après les élections de 2009 et la première, mais toujours sans majorité absolue, en 2013. De cette date à 2021, Adrian Hasler, membre du FBP, est le chef du gouvernement.

## Résultats électoraux

### Élections législatives
Note : à partir des élections de 1974, à la suite d'un référendum les électeurs ont la possibilité de choisir non plus un seul candidat - et ainsi la liste du parti pour lequel ils souhaitent voter -, mais autant de candidats au sein de cette liste qu'il y a de sièges à pourvoir dans leur circonscription. L'ensemble des voix en faveur des candidats d'un parti sont comptabilisés comme suffrages pour ce parti, ce qui porte leur nombre à un total bien supérieur au nombre d'électeurs.
| Élection | Voix   | %     | Sièges  | Gouvernement |
| -------- | ------ | ----- | ------- | ------------ |
| 1918     |        |       | 7 / 15  | Majorité     |
| 1922     |        |       | 4 / 15  | Opposition   |
| 01/1926  |        |       | 6 / 15  | Opposition   |
| 04/1926  |        |       | 6 / 15  | Opposition   |
| 1928     |        |       | 11 / 15 | Majorité     |
| 1930     |        |       | 15 / 15 | Majorité     |
| 1932     |        |       | 13 / 15 | Majorité     |
| 1936     |        |       | 11 / 15 | Majorité     |
| 1939     | -      | -     | 8 / 15  | FBP - VU     |
| 1945     | 1 553  | 54,9  | 8 / 15  | FBP - VU     |
| 1949     | 1 555  | 52,9  | 8 / 15  | FBP - VU     |
| 02/1953  | 1 458  | 50,5  | 8 / 15  | FBP - VU     |
| 06/1953  | 1 568  | 50,4  | 8 / 15  | FBP - VU     |
| 1957     | 1 689  | 52,3  | 8 / 15  | FBP - VU     |
| 1958     | 1 839  | 54,5  | 9 / 15  | FBP - VU     |
| 1962     | 1 599  | 47,2  | 8 / 15  | FBP - VU     |
| 1966     | 1 791  | 48,5  | 8 / 15  | FBP - VU     |
| 1970     | 1 978  | 48,8  | 7 / 15  | VU - FBP     |
| 1974     | 12 819 | 48,8  | 8 / 15  | FBP - VU     |
| 1978     | 18 872 | 50,9  | 7 / 15  | FBP - VU     |
| 1982     | 18 273 | 46,5  | 7 / 15  | FBP - VU     |
| 1986     | 39 853 | 42,8  | 7 / 15  | VU - FBP     |
| 1989     | 67 382 | 42,1  | 12 / 25 | VU - FBP     |
| 02/1993  | 71 209 | 44,2  | 12 / 25 | FBP - VU     |
| 10/1993  | 65 075 | 41,3  | 11 / 25 | VU - FBP     |
| 1997     | 65 914 | 39,2  | 10 / 25 | Opposition   |
| 2001     | 92 204 | 49,9  | 13 / 25 | Majorité     |
| 2005     | 94 547 | 48,7  | 12 / 25 | FBP - VU     |
| 2009     | 86 951 | 43,5  | 11 / 25 | VU - FBP     |
| 2013     | 77 653 | 40,0  | 10 / 25 | FBP - VU     |
| 2017     | 68 673 | 35,2  | 9 / 25  | FBP - VU     |
| 2021     | 72 409 | 35,89 | 10 / 25 | VU - FBP     |
| 2025     | 56 983 | 27,48 | 7 / 25  |              |

### Élections municipales
| Élection | Voix   | %     | Conseillers | Bourgmestres |
| -------- | ------ | ----- | ----------- | ------------ |
| 1975     | 21 893 | 51,1  | 61 / 115    | 7 / 11       |
| 1979     | 29 685 | 53,2  | 62 / 115    | 8 / 11       |
| 1983     | 32 971 | 52,8  | 65 / 117    | 7 / 11       |
| 1987     | 55 858 | 48,6  | 61 / 117    | 7 / 11       |
| 1991     | 55 810 | 47,7  | 60 / 117    | 6 / 11       |
| 1995     | 58 079 | 45,9  | 59 / 121    | 4 / 11       |
| 1999     | 59 592 | 46,9  | 60 / 117    | 5 / 11       |
| 2003     | 64 665 | 47,0  | 60 / 117    | 6 / 11       |
| 2007     | 65 474 | 46,4  | 58 / 117    | 7 / 11       |
| 2011     | 70 317 | 45,8  | 59 / 117    | 5 / 11       |
| 2015     | 64 007 | 42,0  | 58 / 115    | 6 / 11       |
| 2019     | 62 547 | 43,4  | 55 / 115    | 7 / 11       |
| 2023     | 60 772 | 41,49 | 54 / 115    | 3 / 11       |

## Dirigeants
- 1918 - .... Franz Verlin, Bernhard Risch, Ludwig Marxer, Ferdinand Risch
- .... - 1945 Alfons Kranz
- 1945 - 1970 Richard Meier
- 1970 - 1982 Peter Marxer
- 1982 - 1986 Herbert Batliner
- 1986 - 1987 Josef Biedermann (par interim)
- 1987 - 1992 Emanuel Vogt
- 1992 - 1993 Hansjörg Marxer
- 1993 - 1994 Otmar Hasler (par interim)
- 1994 - 1997 Norbert Seeger
- 1997 - 2001 Ernst Walch
- 2001 - 2005 Johannes Matt
- 2005 - 2009 Marcus Vogt
- 2009 - 2013 Alexander Batliner
- 2013 - 2015 Elfried Hasler (par interim)
- 2015 - 2019 Thomas Banzer
- 2019 - 2021 Marcus Vogt
- 2021 - 2023 Rainer Gopp
- 2023 - Daniel Oehry